# Lasioglossum evestigatum
Lasioglossum evestigatum är en biart som först beskrevs av Sandhouse 1924.  Lasioglossum evestigatum ingår i släktet smalbin, och familjen vägbin. Inga underarter finns listade i Catalogue of Life.